# Lama guanicoe cacsilensis
El guanaco norteño o guanaco peruano (Lama guanicoe cacsilensis) es una de las dos subespecies en que se divide la especie Lama guanicoe del género Lama. Habita en el centro-oeste de América del Sur.

## Características
La principal característica que diferencia a L. g. cacsilensis es el tener un cráneo de tamaño más pequeño, difiriendo también en las proporciones craneales. Lönnberg, al describirlo, señaló dimensiones del cráneo de 261 mm de largo por 128 mm de ancho, con un área pre-orbital que equivale al 33 % de la longitud total de cráneo, aunque otro autor indica que ese porcentaje es del 48 %. Igualmente ambas medidas están por debajo de los porcentajes que presentan los cráneos de la Patagonia los que corresponden a la otra subespecie: L. g. guanicoe, y que varían entre el 49 y el 53 %. Si bien al describirlo Lönnberg encontró a los guanacos peruanos similares en coloración a los patagónicos, Wheeler describe su color como marrón claro con tinte ocre-amarillo.

## Hábitat
Lama guanicoe cacsilensis es mucho menos adaptable que la otra subespecie, Lama guanicoe guanicoe. Habita en estepas, matorrales de altura y semidesiertos. 

### Comportamiento
Vive en rebaños pequeños conformados por un macho y varias hembras con sus crías. Los machos sin harén se agrupan en tropas de solteros.  
Su principal depredador es el puma.

## Distribución y conservación
Lama guanicoe cacsilensis se distribuye desde el paralelo 8°S hasta el paralelo de 20°S, con poblaciones en el Perú, el norte de Chile, y zonas próximas en el altiplano de Bolivia.  
Este taxón ya era cazado por las distintas etnias de amerindios, buscando su carne, cuero y lana. Luego de la colonización española su cacería pasó a ser descontrolada, además se sumó el hecho de sufrir un fuerte deterioro de su hábitat, por lo que sus poblaciones pasaron a ser pequeñas, con una disminución progresiva de sus números. 
Su distribución original se ha fragmentado en varios reductos pequeños, relativamente aislados. La caza, la exploración y explotación minera, el desarrollo de infraestructura, y la pérdida de hábitat, a menudo imponen barreras a los traslados de las manadas remanentes, por lo que se impide el intercambio de individuos entre las distintas poblaciones. Esta pérdida de conectividad entre poblaciones ya muy pequeñas y aisladas, les imprime un creciente riesgo de colapso debido a la pérdida de la indispensable variación genética, lo que puede dar lugar a problemas en la reproducción o a malformaciones congénitas.
La población total de esta subespecie es de 4000 ejemplares, por lo que en el año 2006 la Unión Internacional para la Conservación de la Naturaleza (UICN) lo clasificó como «en peligro».
Bolivia
Estaría reducido a su mínima expresión, con registros modernos solo en el departamento de Oruro, (alrededores de Turco y Picotani, cerro Wila Kkollu).
Chile
Si bien este taxón está protegido a nivel nacional por la Ley de Caza, Criaderos y Uso in situ, el personal para la aplicación de dicha ley es insuficiente, por lo que esta subespecie está amenazada en el país.
Ecuador
No hay registros claros de que este taxón alcanzase en su distribución septentrional a Ecuador, pero se han reportado para ese país posibles descendientes híbridos entre guanacos y llamas.
Perú
Es un taxón seriamente amenazado de extinción, pese a lo cual se le caza por «deporte». Se ha estimado que se extinguirán en el Perú dentro de 30 años si los niveles de caza no se reducen. En ese país su distribución sufrió una retracción del 75 %; antiguamente su geonemia se extendía también por los desiertos costeros. Hoy goza de protección en varias reservas naturales altoandinas, como por ejemplo en Salinas y Aguada Blanca. Legalmente, el taxón está clasificado desde el año 2004 como «en peligro» a nivel nacional. La gestión de sus poblaciones remanentes en ese país es tarea del CONACS (Consejo Nacional de Camélidos Sudamericanos), junto a las comunidades locales.
Un Censo Nacional de guanacos (CONACS) en el año 1996 señaló que sobrevivían en el Perú un total de 3810 guanacos.
La distribución más septentrional en este país para este taxón (también para toda la especie) ocurre aproximadamente a la latitud 8°30′ S, en la reserva nacional de Calipuy, Santiago de Chuco, departamento de La Libertad —con 538 ejemplares—. Hacia el sur, se presentan poblaciones hasta la latitud 16°10′ S, en la reserva nacional Salinas Aguada Blanca, en el departamento de departamento de Arequipa. Una población aislada habita en la zona del nevado Salcantay, en el distrito de Anta en el departamento de Cuzco.
En el Perú habita generalmente en ambientes de estepas serranas, a altitudes comprendidas entre los 1000 y 3800 m s. n. m., aunque puede llegar a vivir hasta casi los 5000 m s. n. m.
Antaño efectuaba una migración altitudinal hacia las lomas costeras en la época invernal en que estas reverdecen, pero ya no la realiza pues sus rutas de migración fueron cortadas por el crecimiento de centros poblados y nuevas carreteras. Solo aún continúa migrando desde la reserva nacional Pampa Galeras-Bárbara d'Achille hacia la costa, y hacia las lomas de Atiquipa, en Arequipa. En este último departamento habitan 1124 ejemplares.
Se ha extinguido de amplios territorios en los departamentos de: Áncash, Huánuco, Junín, Lima, y Piura. En Apurímac solo sobreviven 9 ejemplares, mientras que en Puno 71, en Tacna 95, y en Huancavelica 211 guanacos. Poblaciones importantes sobreviven en la puna del distrito de Chavín del Departamento de Ica—con 516 ejemplares— y en Huallhuas, Ayacucho —con 1167 ejemplares—. Una manada de 12 guanacos ha logrado establecerse luego de ser reintroducida en la reserva privada de Chaparrí, en el litoral de Lambayeque.

## Taxonomía
Fue descrito para la ciencia por el zoólogo y conservacionista sueco Axel Johann Einar Lönnberg en el año 1913. La localidad tipo es «Cacsile, Perú», situada en Nuñoa, un distrito de la provincia de Melgar en el departamento peruano de Puno. Comparó la morfología de 3 cráneos colectados en la Patagonia con el peruano, encontrando que este último era más pequeño, concluyendo que este era una raza local y lo clasificó como Lama cacsilensis huanachus. Sin embargo, la edad y el sexo del ejemplar peruano no fue informado. Posteriormente, Osgood en el año 1916 reconoció como pertenecientes a la nueva subespecie ejemplares colectados cerca de Arequipa durante una expedición científica estadounidense.
Si bien fueron históricamente descritas 4 subespecies de guanacos, sobre la base de características morfológicas, como el tamaño del cráneo y del cuerpo, además del color del pelaje, no se han hecho estudios basados en un buen número de muestras para dar cuenta de la variación morfológica. Estas subespecies se asociaron a cuatro áreas geográficas divididas principalmente por la Cordillera de los Andes.
Siguiendo a esta clasificación, L. g. cacsilensis (Lönnberg, 1913) se distribuía entre 8° y 22°S, en el Perú, el norte de Chile y zonas próximas del altiplano de Bolivia, Lama guanicoe voglii (Krumbiegel, 1944) se extendía por la región del chaco boliviano , del Chaco paraguayo, y la región chaqueña de la Argentina, donde alcanzaba los 35°S, Lama guanicoe huanacus (Molina, 1782) habitaba entre 22° y 38°S en el norte y centro de Chile; finalmente Lama guanicoe guanicoe (Müller, 1776) se encontraba en todo el oeste de Argentina, extendiéndose hacia el sur a través de las estepas de la Patagonia argentina y chilena la isla Grande de Tierra del Fuego y la isla Navarino.
Estudios durante el siglo XXI basados en la evidencia molecular han demostrado que el guanaco es el antepasado de la llama, que los guanacos son un grupo monofilético, y que no había la esperada variación entre las subespecies propuestas.
Sin embargo, se detectó algún grado de diferenciación entre dos grupos: las poblaciones del norte del Perú y norte de Chile por un lado, versus las poblaciones del Chaco boliviano, de toda la Argentina, y del centro y sur de Chile, concluyendo que solo dos subespecies son las que realmente existen: Lama guanicoe cacsilensis y Lama guanicoe guanicoe.